# Providence Island

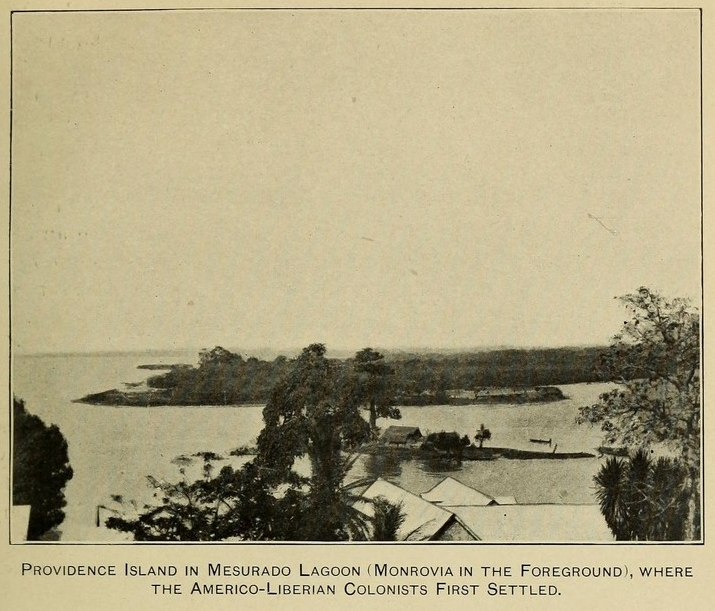
Providence Island 1907

Providence Island ist eine Flussinsel in Liberias Hauptstadt Monrovia. Die Insel wurde 2017 von Liberia auf seine Vorschlagsliste für das UNESCO-Welterbe gesetzt.

## Lage
Providence Island liegt kurz vor der Mündung des Mesurado River in den Atlantik an der Stelle, an der der Stockton Creek, ein Mündungsarm des Saint Paul River, in den Mesurado River mündet. Die über den Mesurado River führende Gabriel Johnson Trucker Bridge, die Monrovias Stadtteile Vai Town und Crown Hill miteinander verbindet, verläuft etwa mittig über die Insel. Beiderseits der Brücke gibt es Abgänge für Fußgänger.

## Geschichte
Die Insel war im frühen 19. Jahrhundert ein portugiesischer Handelsposten namens Dozoa. 1822 erwarb die American Colonization Society einen Küstenstreifen an der Pfefferküste, um freigelassene schwarzafrikanische Sklaven nach Afrika zurückzuführen. Das erste für diesen Küstenstreifen bestimmte Schiff landete noch im selben Jahr auf Dozoa. Es war das zweite Schiff mit afroamerikanischen „Heimkehrern“, nachdem bereits 1820 ein erstes Schiff 88 freigelassene Sklaven in das Gebiet des heutigen Sierra Leone gebracht hatte. Aus diesen und folgenden Rück-Einwanderern bildete sich die politische Elite Liberias, die 1847 die Unabhängigkeit des Landes als eigenständige Republik erklärte.
Nach der Landung der afroamerikanischen Einwanderer erhielt die Insel den Namen Perseverance Island (Insel des Durchhaltens), der später in Providence Island (Insel der Vorsehung) geändert wurde.

## Beschreibung
Die Insel ist etwa 450 Meter lang und an ihrer breitesten Stelle etwa 120 Meter breit. Sie erstreckt sich ungefähr in Ost-West-Richtung und hat eine Fläche von etwa 4,5 Hektar. Die Insel ist überwiegend unbebaut und hat keine Straßen. Auf ihrer Südostseite liegt ein kleiner Mangrovenwald.

## Welterbekandidat
Liberia hatte die Welterbekonvention zwar bereits 2002 ratifiziert,  aber erstmals 2017 zwei Stätten auf seiner Tentativliste eingetragen, darunter auch Providence Island.
Zur Begründung der herausragenden universellen Bedeutung wird unter anderem angeführt:

„Providence Island … ist sehr symbolisch als Zeugnis dafür, wie befreite Sklaven aus ihrem erzwungenen Unglück eine Nation schufen, nachdem sie durch die Abschaffung der Sklaverei ihre Freiheit erlangt hatten. Diese Insel, einer der verbreiteten Bereiche des menschlichen Sklavenhandels auf dem afrikanischen Kontinent, diente als Abgangs- und Rückkehrpunkt und lieferte somit ein grausames Symbol der Unmenschlichkeit für die Menschheit. Die Stätte  zeigt die Umkehrung der brutalen Grausamkeit einer dunklen Zivilisation, in der Häuptlinge, Gouverneure und Familienoberhäupter dieser Zeit ein schnelles Mittel sahen, ihr Verlangen nach materiellen Dingen durch den Austausch menschlicher Fracht zu befriedigen. Die weniger wichtigen Gemeindemitglieder und diejenigen, die während der Stammeskriege gefangen genommen wurden, wurden geopfert und als Sklaven verkauft. Jahrhunderte später … wurde die Insel der einzige Zugangspunkt und der erste Ankerplatz für die Beförderung von Schiffen mit befreiten Sklaven aus Amerika. … Heute ist die Providence-Insel ein Ort der Versöhnung, der Vergebung und des sozialen Zusammenhalts in einem Land, dessen Ursprung in der bedauerlichen Versklavung indigener Völker Afrikas liegt.“

Es wird eine Eintragung in die Welterbeliste aufgrund der Kriterien (iv) und (vi) angestrebt.

„(iv): Providence Island dient als Zeugnis der Sklaverei, genauer gesagt eines Ereignisses im Zusammenhang mit der Abschaffung der Sklaverei, wo befreite Sklaven zur Bildung einer Nation, die heute als Liberia bekannt ist, beitrugen. Auf dieser Insel harrten die befreiten Sklaven oder „Pioniere“, wie sie heute genannt werden, aus gegen auf Angriffe von Eingeborenen, Malariainfektionen und viele andere Tropenkrankheiten, die zum Tod von mehreren Mitgliedern ihrer Population führten, was zu der ersten Bezeichnung dieses Gebiets als „Perseverance Island“ führte.“

„(vi): Providence Island steht in direktem Zusammenhang mit der Periode der Sklaverei, insbesondere dem sozialen Gedächtnis und den immateriellen Aspekten im Zusammenhang mit der Abschaffung des Sklavenhandels. Befreite Sklaven, die auf der Insel landeten, symbolisierten den Beginn einer neuen Kultur, die nach einer Periode der Konfrontation weitgehend mit derjenigen der in dem Gebiet geborenen verschmolzen war.“